# Szigeti Csaba
Szigeti Csaba (Budapest, 1969. május 13. –) magyar zongorista, zeneszerző, énekes.

## Pályafutása
6 éves korában kezdett zongorázni. Már gimnazistaként zenekart alakított, 1987-ben csatlakozott a Blöff együtteshez. 1989-ben külföldre ment, komolyzenei és dzsessztanulmányokat végzett, oklevelét Németországban szerezte zeneszerzés–hangszerelés szakon. Emellett stúdiózenészként is működött. Számos magyar előadóval dolgozott együtt az 1990-es évek elején. 1992-ben hazajött, majd abban az évben az egri táncdalfesztiválon a Hold ma éjjel című dallal elnyerte a különdíjat. 1994-ben a Magyar Televízió által megrendezett táncdalfesztivál fellépője volt, majd 1995-ben részt vett az akkor Dublinban megrendezett Eurovíziós Dalfesztiválon. Új név a régi ház falán című dalára (zeneszerző: Balázs Fecó, szövegíró: Horváth Attila) három pontot kapott, így 22. helyezést ért el. 1997-ben alapította a Feelgood Family együttest. 2000-ben közreműködött a Popsztárok című produkcióban. 2004 és 2008 között a Hálózat TV-n futott a Kincses Sziget című könnyűzenei műsora. Szigeti Csaba főként saját szerzeményeit adja elő, és felvételeit is saját stúdiójában készíti, amely 2002 óta működik.

## Diszkográfia
- Jégkirálynő (szerzői lemez, 2004)

## Külső hivatkozások
- Szigeti Csaba hivatalos honlapja
- Színes Szigeti anyag KRESZ CD-n
- Magyar Zenész Adatbázis Archiválva 2014. december 4-i dátummal a Wayback Machine-ben

| Előző Friderika (1994) | Magyarország résztvevője az Eurovíziós Dalfesztiválon 1995 (Az Új név a régi ház falán című dallal) | Következő V.I.P. (1997) |